# 鳥吻類
鳥吻類（ちょうふんるい）あるいは鳥嘴類（ちょうしるい、学名 Averostra、「鳥の嘴」の意味）は、新獣脚類に属する恐竜の一群である。

## 定義
上顎にある開口部である前上顎骨窓によって特徴付けられる。
鳥吻類は2002年グレゴリー・ポールにより前上顎骨窓を持つ全ての獣脚類という子孫形質に基づいて命名された。 2007年にEzcurraおよびCunyにより再定義され、ケラトサウルス・ナシコルニスとアロサウルス・フラギリスの最も近い共通祖先とその全ての子孫となった。

## 参照
1. ↑  幸光, 冨田; 孝亘, 對比地; 春生, 三枝; 直樹, 池上; 廉, 平山; 英夫, 仲谷 (2020). “恐竜類の分岐分類におけるクレード名の和訳について”. 化石 108:  23–35. doi:10.14825/kaseki.108.0_23.
2. ↑  Paul, 2002. Dinosaurs of the Air. The Johns Hopkins University Press, Baltimore and London. 460 pp.
3. ↑  Ezcurra and Cuny, 2007. The coelophysoid Lophostropheus airelensis, gen. nov.: A review of the systematics of "Liliensternus" airelensis from the Triassic-Jurassic outcrops of Normandy (France). Journal of Vertebrate Paleontology. 27(1), 73-86.